# Echinopelta
Echinopelta là một chi ốc biển, là động vật thân mềm chân bụng sống ở biểns trong họ Peltospiridae.

## Các loài
Các loài trong chi Echinopelta gồm có:
- Echinopelta fistulosa McLean, 1989[3]